# 寺岡暉
寺岡 暉（てらおか あきら、1935年 - ）は、日本の医師（医学博士）。社会医療法人 社団 陽正会 寺岡記念病院 会長。

## 略歴
- 1954年 広島大学教育学部附属高等学校 卒業
- 1962年 東京大学教育学部 卒業
- 1966年 東京大学医学部 卒業
- 1968年 東京大学医学部附属病院脳神経外科 国立東京第一病院厚生技官
- 1971年 東京大学医学部附属病院文部教官助手
- 1973年 茨城県立中央病院脳神経外科医長
- 1974年 獨協医科大学脳神経外科助教授
- 1975年 東京都立駒込病院脳神経外科医長
- 1977年 寺岡病院副院長
- 1980年 同院長
- 1985年 寺岡記念病院院長
- 1994年 社会福祉法人新市福祉会理事長
- 1997年 医療法人社団陽正会理事長・府中地区医師会会長
- 1998年 日本医師会代議員
- 2002年 広島県医師会副会長
- 2003年 府中市政顧問
- 2004年 日本医師会副会長[6]・広島県病院協会理事
- 2008年 医療法人社団みのり会北川病院理事長
- 2009年 社会医療法人社団陽正会理事長　神石高原町立病院指定管理
- 2018年 瑞宝小綬章 受章[7]
- 2019年 寺岡記念病院 会長

## 専門分野
- 脳神経外科全般
- 認知症治療

## 資格
- 医学博士
- 日本脳神経外科学会専門医[8]
- 日本神経学会専門医/指導医[9]
- 日本認知症学会専門医/指導医[10]
- 日本医師会認定産業医
- 日本外科学会認定医